# 222
Évszázadok: 2. század – 3. század – 4. század
Évtizedek: 170-es évek – 180-as évek – 190-es évek – 200-as évek – 210-es évek – 220-as évek – 230-as évek – 240-es évek – 250-es évek – 260-as évek – 270-es évek
Évek: 217 – 218 – 219 – 220 –  221 – 222 – 223 – 224 – 225 – 226 – 227

## Események

### Római Birodalom
- Heliogabalus császárt és unokatestvérét, Marcus Aurelius Alexander Caesart választják consulnak.
- Heliogabalus és kijelölt utódja, Alexianus között elmérgesedik a viszony, a császár megpróbálja meggyilkoltatni unokatestvérét. Nagyanyjuk, a kormányzatot kezében tartó Iulia Maesa Heliogabalus egyre fokozódó népszerűtlenségét látva Alexianus pártjára áll.
- Március 11-én egy ünnepségen a felvonuló katonák Alexianust kezdik el éltetni, feltűnően mellőzve a császárt. Heliogabalus dühében megparancsolja, hogy végezzék ki a riválisát éltetőket, mire a praetoriánusok rátámadnak és menekülés közben meggyilkolják a császárt és anyját is. Megcsonkított holttestüket a Tiberisbe dobják.
- A szenátus visszavonja Heliogabalus vallási reformjait, Elagabal napisten szent kövét római templomából visszaviszik Szíriába, a szenátusból pedig ismét kitiltják a nőket.
- A 13 éves Alexianust császárrá kiáltják ki, ő pedig felveszi a Severus Alexander nevet. A birodalom kormányzását nagyanyja, anyja, valamint egy 16 szenátorból  álló tanácsadó testület (a híres jogász, Domitius Ulpianus támogatásával) végzi.
- Zavargások során meggyilkolják I. Callixtust, Róma püspökét. Utóda I. Urbanus.

### Kína
- Liu Pej, Su Han újdonsült császára személyesen vezet hadjáratot, hogy visszavegye Szun Csüantól Csing tartományt, ám súlyos vereséget szenved.
- Szun Csüan formális hűbérura és szövetségese, Cao Pi császár azt követeli tőle, hogy küldje el hozzá túszként legidősebb fiát és örökösét. Szun Csüen ezt megtagadja és Vu királyaként kikiáltja függetlenségét.

## Születések
- Marcus Aurelius Carus, római császár

## Halálozások
- március 11. – Heliogabalus római császár
- március 11. – Iulia Soaemias, Heliogabalus anyja
- október 14. – I. Callixtus pápa[1]
- Bardeszanész, szíriai gnosztikus filozófus

## Fordítás
- Ez a szócikk részben vagy egészben  a(z)   222 című angol Wikipédia-szócikk ezen változatának fordításán alapul.  Az eredeti cikk szerkesztőit annak laptörténete sorolja fel. Ez a jelzés csupán a megfogalmazás eredetét és a szerzői jogokat jelzi, nem szolgál a cikkben szereplő információk forrásmegjelöléseként.